# Cyklotymia
Cyklotymia (z gr. κύκλος „krąg” i θυμός „duch, nastrój, gniew”) – zaburzenie afektywne polegające na utrzymujących się stale wahaniach nastroju i aktywności w postaci łagodnych epizodów subdepresji i hipomanii, które występują zamiennie zwykle bez związku z wydarzeniami życiowymi. Najczęściej nie stanowi przyczyny zgłaszania się do specjalisty, choć subdepresja jest odczuwana jako bardzo przykra. Hipomania jest przez chorego odbierana jako stan znakomitego zdrowia. Otoczenie najczęściej nie dostrzega choroby.
Objawy cyklotymii pojawiają się zwykle w późnej młodości, choć znane są przypadki jej pojawienia się w wieku dojrzałym. Rozpowszechnienie cyklotymii jest szacowane na 3-5%.

## Objawy

### Faza depresyjna
Problemy z podejmowaniem decyzji; problemy z koncentracją; osłabienie pamięci; poczucie winy; samokrytycyzm; niskie poczucie własnej wartości; pesymizm; myśli samobójcze; ciągłe uczucie smutku; apatia; uczucie braku nadziei; uczucie braku pomocy; drażliwość; brak motywacji; wycofanie społeczne, zmiany apetytu, brak popędu płciowego; zaniedbywanie się; zmęczenie lub bezsenność.

### Faza hipomanii
Wyjątkowo dobry humor lub wesołość, euforia; skrajny optymizm; zawyżone poczucie własnej wartości; upośledzony osąd; szybka mowa; gonitwa myśli, zachowania agresywne lub wrogie; bycie bezmyślnym wobec innych; pobudzenie; zwiększenie aktywności fizycznej; ryzykowne zachowania; zwiększenie nieuzasadnionych wydatków; zwiększony napęd do wykonywania zadań lub osiągnięcia celów; zwiększenie popędu seksualnego, zmniejszona potrzeba snu, skłonność do łatwego rozpraszania się, niezdolność do koncentracji.

## Kryteria diagnostyczne
Do rozpoznania wymagane są minimum 2 lata niestabilności nastroju, obejmującego kilka okresów subdepresji lub hipomanii, przedzielonych lub nie okresami prawidłowego nastroju. Żaden z okresów hipomanii lub subdepresji nie spełnia kryteriów epizodu manii lub depresji (umiarkowanego lub ciężkiego).